# José María Asensio y Toledo
José María Asensio y Toledo, (Sevilla, 14 d'agost de 1829 - Madrid, 14 de desembre de 1905) fou un historiador, periodista, bibliòfil, biògraf i cervantista espanyol.

## Biografia
Va estudiar Dret i va publicar en diaris sevillans de l'època; ateneïsta, en 1874 dirigeix el periòdic literari El Ateneo. Vinculat al partit conservador d'Antonio Cánovas del Castillo, això li va valer un oblit gens merescut per part de la crítica històrico-literària del segle xx; va exercir diversos càrrecs, entre ells el de president de la Diputació Provincial de Sevilla. En 1893 es va traslladar a Madrid, on va ser nomenat acadèmic de nombre de la Reial Acadèmia Espanyola de la Llengua i de la Reial Acadèmia de la Història; a més va presidir la Reial Acadèmia de Bones Lletres de Sevilla i va fundar, al costat de Pascual de Gayangos y Arce, Francisco de Borja Palomo i José María Álava, la Societat de Bibliòfils Andalusos en 1869, que editaria diverses de les seves obres. En 1881 presideix la Societat El Folklore Andaluz, en la gestació del qual va participar Demófilo, (Antonio Machado Álvarez), secretari de la mateixa i pare d'Antonio i Manuel Machado Ruiz.
Quatre eixos articulen la producció escrita d'Asensio: obres de cort americanista -en 1892 va dedicar dos toms a la vida de Cristòfor Colom; la confecció de biografies, els temes històrics i els artístics. Va fer l'edició facsímil del manuscrit original del Libro de descripción de verdaderos retratos de ilustres y venerables Varones, del tractadista d'art i pintor Francisco Pacheco, sogre de Velázquez. Aquest treball va suscitar el comentari del crític literari Manuel Cañete (1822-1891) en el seu Carta al Sr. D. Jose Maria Asensio y Toledo sobre sus opúsculos relativos al pintor Francisco Pacheco y al dramático... (Madrid: Imprenta de Tejado, 1868). La seva gran obra com a cervantista va ser sens dubte Nuevos documentos para ilustrar la vida de Miguel de Cervantes Saavedra (1864), amb pròleg de Juan Eugenio Hartzenbusch, on va reunir, anticipant-se als estudis posteriors de Cristóbal Pérez Pastor i Rodríguez Marín, gran nombre de documents inèdits que va recollir en els arxius de protocols notarials de Sevilla; a més va compondre més d'un centenar d'articles entorn de la biografia del creador del Quixot, alguns dels quals va reunir en el seu Cervantes y sus obras. Artículos (Barcelona: F. Seix, 1902). La seva biblioteca cervantina, de 464 volums i de la qual va realitzar dos catàlegs, va passar el 1949 a la Sala Cervantes de la Biblioteca Nacional.
Va col·laborar a La España Moderna i edità les Relaciones de Yucatán, un manuscrit de poesies de Fernando de Herrera (1870), que va trobar en la Biblioteca Colombina de Sevilla amb el títol d'Obras de Fernando de Herrera, natural de Sevilla. Recogidas por D. Josep Maldonado de Ávila y Saavedra. Año 1637 i que conté vint-i-cinc poesies inèdites en art menor castellà, i el Cancionero de Sebastián de Horozco, poeta toledano del siglo XVI (Sevilla: Tarascó, 1874) on es proposa per primera vegada la possible autoria del Lazarillo de Tormes per a aquest escriptor, teoria que va convèncer a filòlegs de la talla de Julio Cejador, Francisco Márquez Villanueva i Jack Weiner. La seva última obra va ser el discurs d'ingrés en la Reial Acadèmia Espanyola, el 29 de maig de 1904, que va versar sobre Las interpretaciones del Quijote.

## Obres
- El Conde de Lemos, protector de Cervantes, 1880.
- Nuevos documentos para ilustrar la vida de Miguel de Cervantes Saavedra, Sevilla, 1864.
- Cervantes y sus obras. Artículos., Barcelona: F. Seix, 1902.
- Don Pedro I de Castilla, su reinado, su carácter
- Cristóbal Colón, su vida, sus viajes
- Los restos de Cristóbal Colón están en la Habana. Demostración por José María Asensio. Sevilla: Imprenta y Librería Española y Extranjera de D. Rafael Tarascó y Lasa, 1881.
- Martin Alonso Pinzón: estudio histórico Madrid: La España Moderna, 1892.
- Francisco Pacheco: sus obras artísticas y literarias especialmente el Libro de descripción de verdaderos retratos de ilustres y memorables varones, que dejó inédito: apuntes que podrán servir de introducción a este libro si alguna vez llega á publicarse (Sevilla: Litografía y librería Española y Extranjera de José Mª Geofrin, 1867 y Sevilla: Francisco Alvarez y Cª, impresores, 1876)
- Fernán Caballero: estudio biográfico. Madrid: La España Moderna, 1900.
- Las interpretaciones del Quijote.
- Nota de algunos libros, artículos y folletos sobre la vida y las obras de Miguel de Cervantes Saavedra Sevilla: [s.n.], 1885 (Imp. de E. Rasco)
- Un cervantista portugués del siglo XVIII quemado por el Santo Oficio de la Inquisición: apuntes biográficos, Sevilla : [s.n.], 1885 (Imp. de E. Rasco)
- Hércules: poema del Conde de Montesquieu. Sevilla: [s.n.], 1878 (Imp. de Gironés y Orduña)
- Cervantes y sus obras: cartas literarias dirijidas á varios amigos, Sevilla: [s.n.], 1870 (Imp. que fue de José María Geofrin)
- Catálogo de algunos libros, folletos y artículos sueltos referentes á la vida y á las obras de Miguel de Cervantes..., Sevilla: Imprenta y Librería de Rafael Tarascó y Lassa, 1872
- Liceo sevillano: discurso leído por el Vice-Presidente honorario Sr. D. José María Asensio en la sesión inaugural... Sevilla: [s.n.], 1875 (Francisco Alvarez y Ca, Impresores)
- Retratos de autores españoles, sacados en fac-simile, de antiguas ediciones de sus obras : primera serie 1563-1701..., Sevilla : [s.n.], 1869 (Litogr. de Enrique Utrera)
- Discursos leídos ante la Real Academia Sevillana de Buenas Letras el 23 de abril de 1871, Sevilla: Imp. y Librería, calle de las Sierpes, 35 antiguo, 73 moderno, 1871.